# Apokope (Rhetorik)
Eine Apokope (altgriechisch ἀποκοπή ‚Abschneidung‘, ‚Weglassung‘) ist in Rhetorik und Verslehre der Wegfall eines Lautes oder einer Silbe am Ende eines Wortes aus euphonischen oder metrischen Gründen oder zur Verbesserung des Sprachrhythmus. Im Deutschen ist von solcher Weglassung sehr häufig ein Endungs-e betroffen, etwa bei dem Satz „Ich lass mich nicht veralbern!“
Als rhetorische Figur gehört die Apokope zur Gruppe der Metaplasmen.
Zur Apokope als Teil des Sprachwandels siehe Apokope (Sprachwissenschaft).
Beispiele:

„Du sprichst ja wie Hans Liederlich

Der begehrt jede liebe Blum für sich,

Und dünkelt ihm, es wär kein Ehr

Und Gunst, die nicht zu pflücken wär!“

„Und der Verwesung blauer Glorienschein

Entzündet sich auf unserm Angesicht.

Ein Ratte hopst auf nacktem Zehenbein,

Komm nur, wir stören deinen Hunger nicht.“